# エリトロップ
エリトロップ (Elitloppet) は、スウェーデンの競馬の競走。当競走は繋駕速歩競走・トロットの1マイル（約1609 m）戦で、格付けはG1（グループ1）。毎年5月にスウェーデン最高格の競走として施行され、ヨーロッパグランドサーキットでは6戦目にあたる。賞金は2006年現在535,780ユーロ。創設は1952年。

## 歴代優勝馬
1998年以降
- 1998年 - モニメイカー
- 1999年 - Remington Crown
- 2000年 - ヴィクトリーティリー
- 2001年 - ヴァレンヌ
- 2002年 - ヴァレンヌ
- 2003年 - フロムアバヴ
- 2004年 - Gidde Palema
- 2005年 - Steinlager
- 2006年 - Conny Nobell
- 2007年 - L'Amiral Mauzun
- 2008年 - Exploit Caf
- 2009年 - Torvald Palema
- 2010年 - Iceland
- 2011年 - Brioni
- 2012年 - Commander Crowe
- 2013年 - Nahar
- 2014年 - Timoko
- 2015年 - Magic Tonight
- 2016年 - Nuncio
- 2017年 - Timoko
- 2018年 - Ringostarr Treb
- 2019年 - Dijon
- 2020年 - Cokstile
- 2021年 - Don Fanucci Zet
- 2022年 - Etonnant
- 2023年 - Hohneck
- 2024年 - Horsy Dream
- 2025年 - Go On Boy